# Mario Tommaseo
Mario Tommaseo (La Spezia, 18 dicembre 1920 – Arcola, 2 novembre 2006) è stato un calciatore, allenatore di calcio e cantante lirico italiano, di ruolo centrocampista.

## Carriera

### Giocatore
Inizia la carriera nel Rapallo, in Serie C; nella stagione 1940-1941 ha fatto parte della rosa del Genoa, in Serie A, senza mai venire utilizzato in partite di campionato (giocava infatti nella squadra riserve). L'anno seguente ha giocato con l'Aviosicula in Serie C. Nella stagione 1942-1943 ha giocato 11 partite in Serie B con il Palermo-Juventina.
In seguito ha giocato nello Spezia, con cui ha disputato 3 partite nel Campionato Alta Italia 1944, poi vinto dalla squadra ligure dopo il girone finale contro Venezia e Torino; in particolare, Tommaseo ha giocato da titolare la partita decisiva per la vittoria del campionato, contro il Torino all'Arena di Milano il 16 luglio 1944, nella quale ha marcato Valentino Mazzola. Il riconoscimento da parte della FIGC dello scudetto onorifico è avvenuto nel 2002, a La Spezia, nel Teatro Civico della città ligure.
Dopo la fine della seconda guerra mondiale è stato tesserato dallo Stabia, con cui ha giocato per una stagione in Serie C esordendo in gare ufficiali il 7 ottobre 1945. A fine anno è passato al Mantova, in Serie B.
In seguito ha giocato anche nel Siena, con cui nella stagione 1948-1949 ha giocato 23 partite e segnato 4 reti in Serie C; nella stagione successiva ha militato nella Vimercatese in Promozione; nella stagione 1952-1953 ha giocato 12 partite in IV Serie sempre con la squadra lombarda.

### Allenatore
Ha allenato per diversi anni nelle giovanili dello Spezia; a partire dalla quinta giornata della stagione 1964-1965 ha anche guidato la prima squadra del club bianconero, nel campionato di Serie D.

### Cantante
Una volta terminata la carriera nel mondo del calcio, intraprese una carriera musicale; allievo di Emilio Bione da tanti anni, frequentò a lungo anche i maestri Cortopassi e Gavarini ed ottenne presto per le sue qualità una borsa di studio all'Accademia musicale di Chigiana in Siena. Fu in seguito protagonista di molte opere di repertorio, dalla Lucia di Lammermoor, alla Traviata, al Barbierie, fino a due serate di Rigoletto al Teatro Lirico di Milano. Fu inoltre per diversi anni solista dell'Unione Corale La Spezia.

### Pittore e poeta
A 50 anni iniziò a dipingere; inizialmente venne preso poco in considerazione dagli ambienti accademici per il suo stile troppo naif, anche se complessivamente realizzò più di 100 opere, venendo elogiato anche da alcuni critici, tra cui Gerardo Podenzana.
A 78 anni, nel 1998, iniziò inoltre a scrivere poesie.

## Palmarès

### Giocatore

#### Competizioni nazionali
- Campionato Alta Italia: 1

VV. FF. Spezia: 1943-1944